# Tiffany Ross-Williams
Tiffany Ross-Williams (ur. 5 lutego 1983 w Miami) – amerykańska lekkoatletka, płotkarka i sprinterka.
Ulubionym dystansem Ross-Williams jest 400 metrów przez płotki i to na nim osiąga swoje największe indywidualne sukcesy :
- 4. miejsce w Mistrzostwach Świata Juniorów (Kingston 2002)
- 2. miejsce podczas Światowego Finału IAAF (Stuttgart 2006)
- 7. miejsce na Mistrzostwach Świata w Lekkoatletyce (Osaka 2007)
- 8. miejsce podczas Igrzysk Olimpijskich (Pekin 2008)
- 3. miejsce w Światowym Finale IAAF (Stuttgart 2008)

Ma ona również w dorobku srebrny medal Halowych Mistrzostw Świata w Lekkoatletyce (Moskwa 2006) zdobyty w sztafecie 4 x 400 metrów oraz złoto Mistrzostw Świata Juniorów (Kingston 2002) zdobyte w tej samej konkurencji.

## Rekordy życiowe
- bieg na 400 metrów przez płotki – 53,28 (2007)
- bieg na 100 metrów przez płotki – 12,99 (2005)
- bieg na 400 metrów (hala) – 52,43 (2005)